# Oedemamedina costalis
Oedemamedina costalis là một loài ruồi trong họ Tachinidae.